# (34933) 6652 P-L
6652 P-L (asteroide 34933) é um asteroide da cintura principal. Possui uma excentricidade de 0.14871230 e uma inclinação de 2.00146º.
Este asteroide foi descoberto no dia 24 de setembro de 1960 por Cornelis Johannes van Houten e Ingrid van Houten-Groeneveld e Tom Gehrels em Palomar.